# Jerry Lucas
Jerry Ray Lucas [ˈdʒeri rei ˈluːkəs] (Middletown, 30 marzo 1940) è un ex cestista statunitense, nominato come membro dei 50 migliori giocatori della storia NBA.
Già all'età di 15 anni Jerry era una leggenda del playground e con la sua altezza (quasi definitiva) di 2,06 m e con la sua precisione al tiro si districava benissimo nella pallacanestro.

## Carriera

### High school
Nel 1956 e 1957 militò nella squadra della Middletown High School vincendo il campionato dell'Ohio. Frantumò letteralmente tutti i record precedenti di quel college e diventò il primo giocatore dei college famoso in tutti gli USA. Nonostante tutto veniva lasciato giocare poco e la sua media di punti era relativamente bassa, decise così di migliorare la sua realizzazione alzando notevolmente le sue percentuali al tiro. Allenatori da tutta l'America percorrevvano migliaia di miglia per andare a vedere le partite di Lucas. Lucas è stato considerato uno dei 5 migliori giocatori delle high school americane. Il suo team perse una sola partita nel 1958 ai play-off. Ad un certo punto la sua squadra vinse 76 partite consecutive.

### Università
Lucas decise di continuare gli studi, e andò alla Ohio State University dove insieme ad altre tre star del basketball del college (John Havlicek, Mel Nowell e Larry Siegfried) partecipò a tre campionati NCAA. Furono campioni nazionali nel 1960, ed ebbero giusto una sconfitta nel 1961. Lucas fu nominato tutti e tre gli anni uno dei migliori dieci giocatori del campionato. Fu l'unico giocatore a mettere a segno nello stesso campionato NCAA 30 punti e 30 rimbalzi. Dopo si sposò e decise di andarsene. Il suo numero, l'11, fu il primo ritirato dalla Ohio State University.

### Olimpiadi del 1960
Nelle olimpiadi di Roma nel 1960 fece parte del team USA insieme a Oscar Robertson, Jerry West, Walt Bellamy e Terry Dischinger che fu considerato uno dei migliori team di non professionisti di tutti i tempi e vinse facilmente la medaglia d'oro. Lucas era primo nei punti segnati e primo nei rimbalzi fatti. La sua realizzazione al tiro fu impressionante: ben l'84%.

### Carriera professionistica

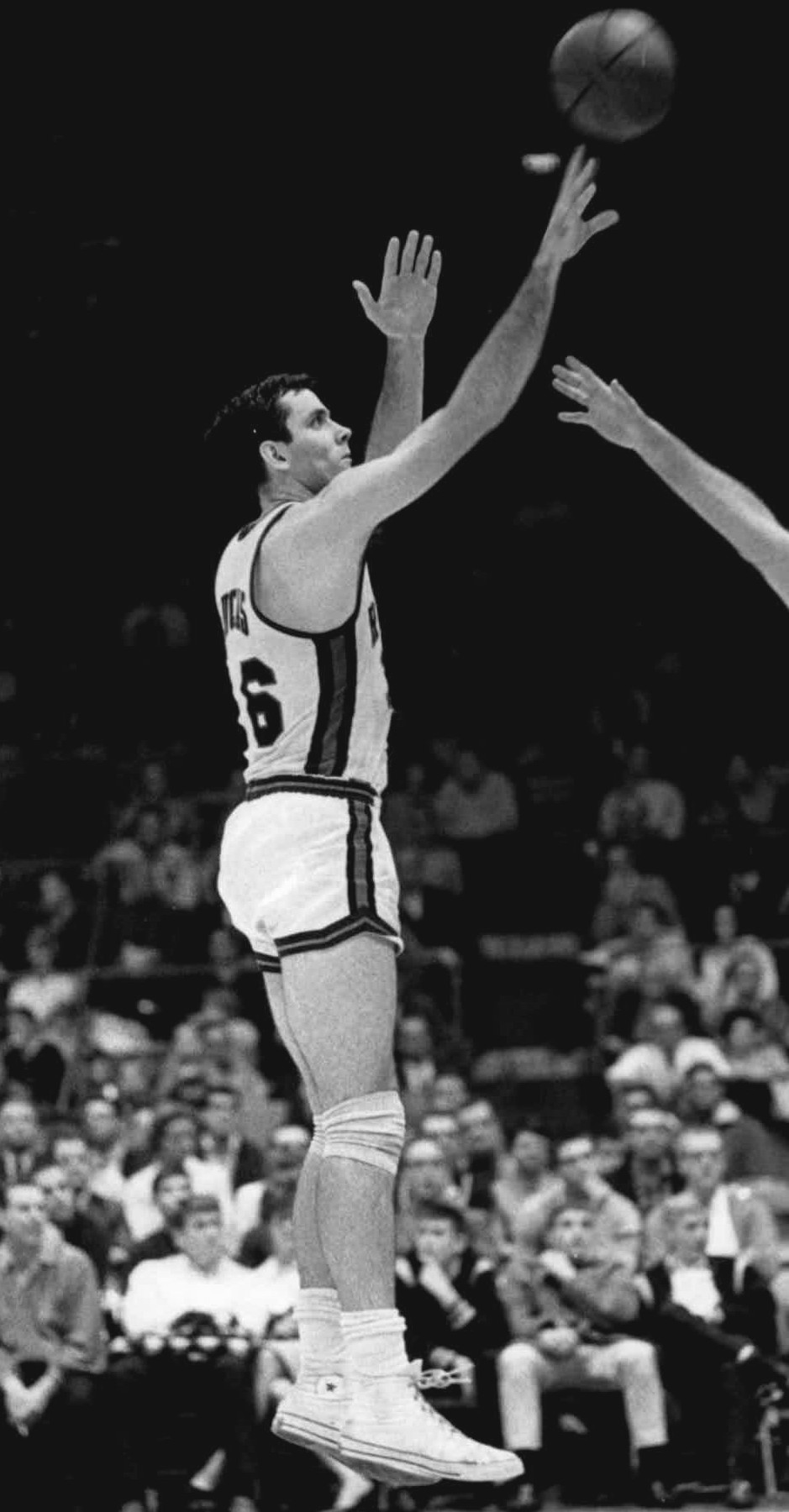
Lucas al tiro con la maglia dei Cincinnati Royals

#### Cleveland Pipers (ABL)
Il grandissimo giocatore non era interessato ad un contratto professionistico, ma decise comunque di firmare per i Cleveland Pipers della American Basketball League (ABL) nel 1962. La ABL andò in bancarotta e Lucas fu costretto a rescindere il suo contratto.

#### NBA
Lucas decise di firmare per i Cincinnati Royals nel 1963. Lì poté giocare insieme a Oscar Robertson, Bob Boozer e Adrian Smith. Il duo Robertson-Lucas fallì e non riuscirono a vincere nessun campionato negli anni '60.
Ricevette il NBA Rookie of the Year Award nel 1964 con medie di 17,7 punti e 17,4 rimbalzi a partita a MVP dell'NBA All Star Game nel 1965. Grazie alla sua abilità in tutte le specialità della pallacanestro diventò uno dei migliori giocatori di sempre. Per ben due stagioni mise a referto una media di 20 punti e 20 rimbalzi a partita, solo Wilt Chamberlain fu capace di questo. Fece lo stesso anche nei play-off del 1965 e 1966. È l'unica ala NBA a far mettere a referto una media di 20 rimbalzi a partita a parte Bob Pettit, e nello stesso anno vinse anche la classifica di rimbalzisti con 21,1 rimbalzi a partita.
È anche l'unica ala ad aver preso 40 rimbalzi in una sola partita. Nel suo primo anno nella NBA fu primo anche nella percentuale di realizzazione al tiro con più del 50% al tiro. Fu nominato anche il più intelligente giocatore che abbia mai calcato un campo NBA. Negli anni '60 fu la miglior ala della NBA.
Nel 1969 i Royals ingaggiarono Bob Cousy come allenatore che cercando di restaurare la squadra vendette Lucas ai San Francisco Warriors nel 1970, in quell'anno Lucas ebbe una grande flessione nei suoi risultati dato che i Warriors erano rallentati da giocatori inesperti e da infortuni, ma riuscirono ad andare ai play-off nel 1971.
Nel 1971 fu venduto ai New York Knicks per Cazzie Russell, per quella stagione apparve come quello che era un giocatore ormai stanco. I New York gli affiancarono Willis Reed e Dave DeBusschere. Dopo l'infortunio di Reed fu costretto a giocare come centro e con il suo stile di gioco, finalmente riemerse dalla mediocrità e ridivenne il giocatore a cui tutti ambivano, e aiutò la sua squadra ad andare alle finali nel 1972. Grazie a lui vinsero nel 1973 un campionato NBA.
Nel 1974 i Knicks ritentarono il colpo per vincere il campionato ma furono battuti nelle finali della East Conference.
Lucas, Willis Reed e Dave DeBusschere si ritirarono l'anno dopo.
Al suo ritiro Lucas era quarto nella classifica di rimbalzi dopo Wilt Chamberlain, Bill Russell e Bob Pettit.
Lucas fu introdotto nella Basketball Hall of Fame nel 1979 insieme a Oscar Robertson e Jerry West

## Statistiche
| † | Denota le stagioni in cui ha vinto il titolo |
| * | Primo nella lega                             |
| * | Record                                       |

### NBA

#### Regular season
| Anno       | Squadra           | PG  | PT | MP   | TC%   | 3P% | TL%  | RP   | AP  | PRP | SP  | PP   |
| ---------- | ----------------- | --- | -- | ---- | ----- | --- | ---- | ---- | --- | --- | --- | ---- |
| 1963-1964  | Cincinnati Royals | 79  | -  | 41,4 | 52,7* | -   | 77,9 | 17,4 | 2,6 | -   | -   | 17,7 |
| 1964-1965  | Cincinnati Royals | 66  | -  | 43,4 | 49,8  | -   | 81,4 | 20,0 | 2,4 | -   | -   | 21,4 |
| 1965-1966  | Cincinnati Royals | 79  | -  | 44,5 | 45,3  | -   | 78,7 | 21,1 | 2,7 | -   | -   | 21,5 |
| 1966-1967  | Cincinnati Royals | 81* | -  | 43,9 | 45,9  | -   | 79,1 | 19,1 | 3,3 | -   | -   | 17,8 |
| 1967-1968  | Cincinnati Royals | 82  | -  | 44,1 | 51,9  | -   | 77,8 | 19,0 | 3,1 | -   | -   | 21,5 |
| 1968-1969  | Cincinnati Royals | 74  | -  | 41,6 | 55,1  | -   | 75,5 | 18,4 | 4,1 | -   | -   | 18,3 |
| 1969-1970  | Cincinnati Royals | 4   | -  | 29,5 | 51,4  | -   | 71,4 | 11,3 | 2,3 | -   | -   | 10,3 |
| 1969-1970  | S.F. Warriors     | 63  | -  | 36,5 | 50,7  | -   | 78,6 | 14,4 | 2,6 | -   | -   | 15,4 |
| 1970-1971  | S.F. Warriors     | 80  | -  | 40,6 | 49,8  | -   | 78,7 | 15,8 | 3,7 | -   | -   | 19,2 |
| 1971-1972  | N.Y. Knicks       | 77  | -  | 38,0 | 51,2  | -   | 79,1 | 13,1 | 4,1 | -   | -   | 16,7 |
| 1972-1973† | N.Y. Knicks       | 71  | -  | 28,2 | 51,3  | -   | 80,0 | 7,2  | 4,5 | -   | -   | 9,9  |
| 1973-1974  | N.Y. Knicks       | 73  | -  | 22,3 | 46,2  | -   | 69,8 | 5,1  | 3,2 | 0,4 | 0,3 | 6,2  |
| Carriera   | Carriera          | 829 | -  | 38,8 | 49,9  | -   | 78,3 | 15,6 | 3,3 | 0,4 | 0,3 | 17,0 |

#### Play-off
| Anno     | Squadra           | PG  | PT | MP    | TC%  | 3P% | TL%  | RP   | AP  | PRP | SP  | PP   |
| -------- | ----------------- | --- | -- | ----- | ---- | --- | ---- | ---- | --- | --- | --- | ---- |
| 1964     | Cincinnati Royals | 10  | -  | 37,0  | 39,0 | -   | 70,3 | 12,5 | 3,4 | -   | -   | 12,2 |
| 1965     | Cincinnati Royals | 4   | -  | 48,8* | 50,7 | -   | 77,3 | 21,0 | 2,3 | -   | -   | 23,3 |
| 1966     | Cincinnati Royals | 5   | -  | 46,2  | 47,1 | -   | 77,1 | 20,2 | 2,8 | -   | -   | 21,4 |
| 1967     | Cincinnati Royals | 4   | -  | 45,8  | 43,6 | -   | 100  | 19,3 | 2,0 | -   | -   | 12,5 |
| 1971     | S.F. Warriors     | 5   | -  | 34,2  | 50,6 | -   | 68,8 | 10,0 | 3,2 | -   | -   | 17,8 |
| 1972     | N.Y. Knicks       | 16* | -  | 46,1  | 50,0 | -   | 83,1 | 10,8 | 5,3 | -   | -   | 18,6 |
| 1973†    | N.Y. Knicks       | 17* | -  | 21,6  | 48,2 | -   | 87,0 | 5,0  | 2,3 | -   | -   | 7,5  |
| 1974     | N.Y. Knicks       | 11  | -  | 10,5  | 23,8 | -   | -    | 2,0  | 0,8 | 0,4 | 0,0 | 0,9  |
| Carriera | Carriera          | 72  | -  | 32,9  | 46,7 | -   | 78,6 | 10,0 | 3,0 | 0,4 | 0,0 | 12,4 |

## Palmarès

### Club

#### Competizioni giovanili
- Campione NCAA: 1

Ohio State Buckeyes: 1960

#### Competizioni nazionali
- Campionato NBA: 1

New York Knicks: 1973

#### Individuale

##### Giovanile
- NCAA Final Four Most Outstanding Player: 2

1960, 1961
- NCAA AP Player of the Year: 2

1961, 1962
- NCAA AP All-America First Team: 3

1960, 1961, 1962

##### Professionista
- NBA All-Star: 7

1964, 1965, 1966, 1967, 1968, 1969, 1971
- NBA Rookie of the Year: 1

1964
- NBA All-Rookie First Team: 1

1964
- Migliore nella percentuale di tiro NBA: 1

1964
- All-NBA Second Team: 2

1964, 1967
- NBA All-Star Game MVP: 1

1965
- All-NBA First Team: 3

1965, 1966, 1968
- Diciassettesimo miglior rimbalzista di sempre NBA
- Quarto migliore giocatore di sempre per rimbalzi a partita NBA in regular season (15,61 rimbalzi a partita)
- Inserito nel NBA 75th Anniversary Team